# Ingmarie Bergglim-Jacobsson
Gudrun Ingmarie Bergglim-Jacobsson, född 9 september 1927 i Uppsala, död 6 december 2013 i Köping, var en svensk textilkonstnär.
Bergglim-Jacobsson studerade botanik och zoologi vid Uppsala universitet samt konst och textteckning för olika Uppsalakonstnärer. Hon genomförde ett tjugotal separatutställningar bland annat på Köpings museum, Västerås konstmuseum, Galleri Bild och Form samt Konstfrämjandet. Hon tilldelades Västmanlands läns landstings kulturstipendium 1979 och Köpings kommuns kulturstipendium 1981.